# Famous Last Words
"Famous Last Words" é uma música da banda de rock americana My Chemical Romance. Foi lançada como o segundo single da banda em 22 de janeiro de 2007, do terceiro álbum de estúdio, "The Black Parade". Também é o nono single geral da banda e a faixa final em "The Black Parade" (se a faixa oculta "Blood" não for contada). O videoclipe estreou em 12 de dezembro de 2006 na MTV2 e em 13 de dezembro de 2006 no programa Much Music, e no MuchOnDemand no Canadá.
No Reino Unido e em outros territórios, o single foi lançado como um disco de vinil em formato quadrado de duas partes. A parte um vinha em uma capa transparente adesivada, com espaço para encaixar a parte dois.

## Promoção
"Famous Last Words" foi lançada nas rádios em 9 de janeiro de 2007. O videoclipe estreou oficialmente nos Estados Unidos no episódio de 11 de janeiro do Total Request Live, estreando na contagem regressiva na terça-feira seguinte em 5º lugar, a estreia mais alta da banda no TRL para um vídeo. Tornou-se o terceiro vídeo número 1 da banda na contagem regressiva (após "Helena" e "The Ghost of You"). Em 26 de março de 2007, o vídeo se aposentou em 5º lugar no TRL. Em 12 de março de 2007, eles tocaram a música no The Tonight Show com Jay Leno. A música ficou disponível para download no jogo de vídeo Guitar Hero II para o Xbox 360 em 15 de agosto de 2007, junto com "Teenagers" e "This Is How I Disappear"; a música "Dead!" já estava incluída no jogo.

## Desempenho nas paradas
"Famous Last Words" estreou em 68º lugar no UK Singles Chart apenas com downloads em 14 de janeiro de 2007. Foi lançada fisicamente como single em 22 de janeiro. Subiu para o 38º lugar na segunda semana, ainda com base em downloads. "Famous Last Words" marcou o segundo sucesso top 10 do My Chemical Romance no Reino Unido, atingindo o 8º lugar. Em 24 de janeiro de 2007, o vídeo de "Famous Last Words" alcançou o primeiro lugar no TRL após uma escalada de sete dias desde sua estreia em 5º lugar. No início de fevereiro, a música estreou no U.S. Billboard Hot 100 em 93º lugar antes de atingir o pico em 88º lugar.

## Videoclipe
O videoclipe oficial de "Famous Last Words" foi dirigido por Samuel Bayer. Foi filmado antes mesmo de a banda ter nomeado a música, no dia seguinte à filmagem do vídeo "Welcome to the Black Parade". O vídeo mostra o carro alegórico do Black Parade, no qual a banda se apresentou em "Welcome to the Black Parade", queimando e destruído. O restante do cenário está repleto de adereços queimando do videoclipe anterior, e o fogo está por toda parte. O vocalista Gerard Way está usando maquiagem que o faz parecer esgotado fisicamente. Essa maquiagem é semelhante à usada pelo The Patient no vídeo "Welcome to the Black Parade". A condição da banda piora à medida que a música avança até que eles voltem a se debater na sujeira durante a apresentação.
Em uma entrevista para o videoclipe, Way disse que foi escrito no "período mais sombrio na carreira desta banda". Uma edição mais curta da música é usada no vídeo, com uma ponte e duas repetições do refrão removidas. Os instrumentais no final da música continuam no vídeo, com um acorde de guitarra sustentado acompanhando as últimas linhas vocais; na versão do álbum, eles foram desvanecidos pelo engenheiro Chris Lord-Alge até que apenas a voz de Way e uma harmonia dos outros membros da banda podem ser ouvidas, junto com um suporte de suaves acordes de órgão.
Vários membros sofreram ferimentos, alguns graves, durante as filmagens do vídeo. O baterista Bob Bryar sofreu queimaduras de segundo e terceiro graus na parte de trás das pernas durante as filmagens, mas persistiu até que a gravação fosse concluída, pois eles decidiram que iam queimar toda a estrutura do carro alegórico, significa que eles tinham apenas uma chance de fazer a gravação. Essa queimadura resultou posteriormente em gangrena. Way rasgou músculos na perna e no pé quando Frank Iero o derrubou enquanto ele estava ajoelhado, deixando-o no hospital por vários dias. Way lembra que, durante as filmagens, todos estavam "aterrorizados" pelas chamas que envolviam o cenário. Após a estadia no hospital, os médicos se recusaram a deixá-los se apresentar em San Diego, como a banda originalmente planejava. Ray Toro fraturou os dedos durante as filmagens, e Bob Bryar recebeu várias bolhas ao redor da mão em razão de ter realizado um grande esforço físico ao tocar de maneira performática por um longo período.
O vídeo estreou nos Estados Unidos no Total Request Live em 11 de janeiro de 2007. Em 24 de janeiro de 2007, o vídeo alcançou o primeiro lugar no TRL e passou nove dias no topo da contagem regressiva, antes de se tornar o primeiro vídeo da banda a se aposentar na contagem regressiva em 26 de março de 2007. A versão dos EUA do vídeo é em grande parte a mesma que a versão vista pela primeira vez no Reino Unido, a única diferença sendo que ela corta completamente o incidente de Bryar com o fogo no final do vídeo. Essa versão começou a ser exibida na televisão britânica, pelo menos nos canais de música Scuzz TV e Kerrang! TV.

## Lista de faixas
Todas as faixas escritas e compostas por My Chemical Romance. 
| Versão 1 (CD promocional) |                                         |         |  |
| N.º                       | Título                                  | Duração |  |
| 1.                        | "Famous Last Words" (versão para álbum) | 4:59    |  |
| 2.                        | "Famous Last Words" (versão para vídeo) | 4:18    |  |

| Versão 2 (CD e vinil) |                              |         |  |
| N.º                   | Título                       | Duração |  |
| 1.                    | "Famous Last Words"          | 4:18    |  |
| 2.                    | "My Way Home Is Through You" | 2:58    |  |

| Versão 3 (vinil) |                         |         |  |
| N.º              | Título                  | Duração |  |
| 1.               | "Famous Last Words"     | 4:59    |  |
| 2.               | "Kill All Your Friends" | 4:31    |  |

| Versão 4 (CD) |                              |         |  |
| N.º           | Título                       | Duração |  |
| 1.            | "Famous Last Words"          | 4:18    |  |
| 2.            | "My Way Home Is Through You" | 2:58    |  |
| 3.            | "Kill All Your Friends"      | 4:31    |  |

| Versão 5 (download digital) |                               |         |  |
| N.º                         | Título                        | Duração |  |
| 1.                          | "Famous Last Words" (ao vivo) | 4:53    |  |
| 2.                          | "My Way Home Is Through You"  | 2:58    |  |
| 3.                          | "Kill All Your Friends"       | 4:31    |  |